# Słowa na Czasie
Słowa na Czasie – konkurs językowy, organizowany od marca 2010 roku przez Instytut Języka Polskiego Uniwersytetu Warszawskiego. W ramach konkursu wybierane są słowa dnia, a także, corocznie, Słowo Roku. Materiałem źródłowym są głównie pierwsze strony czterech polskich dzienników: Rzeczpospolitej, Gazety Wyborczej, Dziennika Gazety Prawnej i Polski The Times.

## Kapituła
Kapitułę konkursu tworzą następujące osoby:
- prof. dr hab. Jerzy Bartmiński, Uniwersytet Marii Curie-Skłodowskiej
- prof. dr hab. Jerzy Bralczyk, Uniwersytet Warszawski, Uniwersytet SWPS
- dr hab. Katarzyna Kłosińska, Uniwersytet Warszawski
- prof. dr hab. Ewa Kołodziejek, Uniwersytet Szczeciński
- prof. dr hab. Andrzej Markowski, Uniwersytet Warszawski, przewodniczący Rady Języka Polskiego PAN
- prof. dr hab. Jan Miodek, Uniwersytet Wrocławski
- prof. dr hab. Renata Przybylska, Uniwersytet Jagielloński
- prof. dr hab. Halina Zgółkowa, Uniwersytet im. Adama Mickiewicza w Poznaniu
- sekretarz kapituły: dr hab. Marek Łaziński, prof. Uniwersytetu Warszawskiego

## Słowo Roku

### Słowo roku wybrane przez kapitułę
- 2012 - parabank[3]
- 2013 - gender[3]
- 2014 - kilometrówka[3][4]
- 2015 - uchodźca[3][5]
- 2016 - trybunał[3][6]
- 2017 - puszcza[3][7]
- 2018 - konstytucja[3][8]
- 2019 - klimat[9]
- 2020 - koronawirus[10]
- 2021 - ex aequo: granica, szczepienie[11]
- 2022 - wojna[12]
- 2023 - sztuczna inteligencja[13]
- 2024 - koalicja[14][15]

### Słowo roku wybrane przez internautów
- 2012 - parabank[3]
- 2013 - gender[3]
- 2014 - separatysta[3][4]
- 2015 - uchodźca[3][5]
- 2016 - pięćset plus[3][6]
- 2017 - rezydent[3][7]
- 2018 - konstytucja[3][8]
- 2019 - LGBT[9]
- 2020 - koronawirus[10]
- 2021 - szczepienie[11]
- 2022 - inflacja[12]
- 2023 - wybory[13]
- 2024 - sztuczna inteligencja[14][15]